# Heinz Siegert
Heinz Siegert (Vienna, 19 marzo 1924) è uno scrittore austriaco.

## Biografia
Heinz Siegert lavorò come giornalista e scrittore a partire dal 1945. Attraverso il suo impiego come soldato della Wehrmacht, durante la seconda guerra mondiale, entrò per la prima volta in contatto con le popolazioni dell'Europa balcanica, cosa che influenzò profondamente il suo futuro lavoro e che formò i suoi interessi principali. Dalla metà degli anni cinquanta si dedicò a pubblicare libri sul particolare ruolo che Vienna assunse nel conflitto tra est e ovest che stava iniziando tra gli stati del patto di Varsavia e della NATO e allo studio dei paesi balcanici per la loro storia e cultura.

## Opere
- Hausbuch der österreichischen Geschichte, Vienna, Kremayr und Scheriau, 1976
- So schön ist Südtirol, Vienna, Kremayr und Scheriau, 1977
- Wo einst Apollo lebte, Vienna, Düsseldorf, Econ-Verlag, 1976
- Das blieb vom alten Österreich, Vienna, Kremayr und Scheriau, 1978
- Auf den Spuren der Thraker, Francoforte sul Meno, Fischer-Taschenbuch-Verlag, 1977
- I Traci, Milano, Garzanti, 1986